# Uljanički Brijeg
Uljanički Brijeg falu Horvátországban Belovár-Bilogora megyében. Közigazgatásilag Gerzencéhez tartozik.

## Fekvése
Belovártól légvonalban 45, közúton 56 km-re délkeletre, községközpontjától légvonalban 10, közúton 12 km-re délkeletre, a 26-os számú főttól keletre, a Čavlovica-patak bal oldaki mellékvizének, a Prasica-pataknak a bal partján emelkedő magaslaton fekszik.

## Története
Területe valószínűleg már a középkorban is lakott volt, erre utalhat a lakott helyet jelölő Kućišta dűlőnév, melyet a belterülettől északra találunk. A térséget a 16. század közepén szállta meg a török. A lakosság legnagyobb része az ország biztonságosabb részeire menekült, másokat rabságba hurcoltak. Ezután ez a vidék mintegy hosszú időre lakatlanná vált.
Uljanički Brijeg csak a 20. század elején keletkezett, lakosságát pedig csak 1931-ben számlálták meg először önállóan, amikor 125-en éltek itt. 1941 és 1945 között a németbarát Független Horvát Államhoz, majd a háború után a szocialista Jugoszláviához tartozott. A háború után a fiatalok elvándorlása miatt lakossága folyamatosan csökkent. 1991-től a független Horvátország része. 1991-ben lakosságának 79%-a horvát, 15%-a jugoszláv, 4%-a szerb nemzetiségű volt. 2011-ben a településnek 26 lakosa volt.

## Lakossága
| Lakosság változása | Lakosság változása | Lakosság változása | Lakosság változása | Lakosság változása | Lakosság változása | Lakosság változása | Lakosság változása | Lakosság változása | Lakosság változása | Lakosság változása | Lakosság változása | Lakosság változása | Lakosság változása | Lakosság változása | Lakosság változása |
| ------------------ | ------------------ | ------------------ | ------------------ | ------------------ | ------------------ | ------------------ | ------------------ | ------------------ | ------------------ | ------------------ | ------------------ | ------------------ | ------------------ | ------------------ | ------------------ |
| 1857               | 1869               | 1880               | 1890               | 1900               | 1910               | 1921               | 1931               | 1948               | 1953               | 1961               | 1971               | 1981               | 1991               | 2001               | 2011               |
| 0                  | 0                  | 0                  | 0                  | 0                  | 0                  | 0                  | 125                | 153                | 162                | 165                | 112                | 69                 | 48                 | 33                 | 26                 |